# پناهگاه حیات وحش و منطقه حفاظت‌شده انگوران
پناهگاه حیات وحش و منطقه حفاظت‌شده انگوران یکی از کهن‌ترین مناطق حفاظت‌شدهٔ ایران است که در مرز ۳ استان زنجان، آذربایجان غربی و کردستان قرار گرفته است. منطقه انگوران حدود ۱۲۵ هزار هکتار (۱۲۵۰ کیلومتر مربع) وسعت دارد که نزدیک به ۳۰ هزار هکتار آن پناهگاه حیات وحش و بقیه به عنوان منطقه حفاظت‌شده تعیین شده‌اند. انگوران، منطقه‌ای کوهستانی است و زمستان‌هایی سرد و تابستان‌هایی خنک دارد و از نظر تقسیمات کشوری در شهرستان ماه‌نشان در بخش غربی استان زنجان قرار دارد. این منطقه یکی از بهترین زیستگاه‌های قوچ و میش ارمنی در ایران محسوب می‌شود.

## تاریخچه حفاظت
منطقه حفاظت‌شده انگوران یکی از قدیمی‌ترین مناطق تحت حفاظت ایران است که حفاظت از آن از سال ۱۳۴۹ آغاز شده است. پناهگاه حیات وحش انگوران نیز که در جنوب شرق منطقه حفاظت‌شده انگوران واقع شده از سال ۱۳۴۹ تحت حفاظت قرار گرفته و از سال ۱۳۵۴ نیز به پناهگاه حیات وحش تبدیل شده است. بر پایه آخرین آمار رسمی سازمان حفاظت محیط زیست ایران، وسعت انگوران ۹۳٬۰۹۵ هکتار و وسعت پناهگاه حیات وحش انگوران ۲۹٬۸۲۹ هکتار است.

## حیات وحش
رودخانه‌های قزل‌اوزن و انگوران رود از منطقه انگوران می‌گذرند. قزل اوزن از رودهای پرآب کشور است که پس از پیوستن به شاه‌رود، رود، سفیدرود را تشکیل می‌دهد. این رودخانه زیستگاهی برای ده‌ها گونه پرنده آبزی، ۷ گونه دوزیست به همراه لاک‌پشت، مار آبی و سمور آبی و ۸ گونه ماهی است. ۸ گونه ماهی این رودخانه کپور، سس، سیاه کولی، زردپر (سرخ‌پر)، ماهی سیم، اشپله و ماشگ ماهی نام دارند.
بسیاری از پستان‌داران گوشت‌خوار بومی ایران همچون خرس قهوه‌ای، پلنگ ایرانی، گرگ خاکستری، کفتار راه‌راه، گربه جنگلی، شغال، گورکن و روباه قرمز و همین‌طور وشق اورآسیایی و سمور جنگلی که از حیوانات بسیار کمیاب ایران هستند، در این منطقه دیده شده‌اند. قوچ و میش یا همان گوسفند وحشی، کل و بز یا همان بز کوهی، آهوی گواتردار ایرانی و گراز نیز از مهم‌ترین علفخواران بومی انگوران هستند.
در انگوران حدود ۲۰۰ گونه گیاهی مشاهده شده است. درختان و درختچه‌های گردو، بادام وحشی، زرشک، تمشک، پسته وحشی و سنجد و گیاهانی چون بومادران، چوبک، باریجه، گون، کلاه میر حسن، آویشن، کاسنی، فرفیون، شقایق، خلر وحشی، مرغ، تاتوره، پونه، درمنه، جو وحشی، علف پشمکی، کاکوتی، شیر خشت، مرزه وحشی، کنگر، شکر تیغال، گل گاو زبان، شنگ، سریش و گل حسرت، منطقه انگوران را رویشگاه خود ساخته‌اند.
در پژوهش‌هایی که بین سال‌های ۸۰ تا ۸۲ در انگوران انجام شد ۱۰۰ گونه مختلف از پرندگان در این منطقه مشاهده شد که ۱۶ گونه از آن‌ها از پرندگان در معرض خطر انقراض هستند و یکی از آن‌ها یعنی پرنده کوچکی به نام مگس‌گیر قهوه‌ای برای اولین بار در خاورمیانه مشاهده شد. پرندگان شکاری مثل انواع عقاب و شاهین و کرکس و قوش در کنار پرندگان آبزی همچون انواع مرغابی، مرغ سقا، فلامینگو، قو، درنا، خوتکا، باکلان، لک لک، آنقوت، چنگر، بوتیمار و حواصیل و پرندگان دیگری مانند انواع کبک، باقرقره، دارکوب، کوکر، فاخته، تیهو، سبزه قبا، چکاوک، بلدرچین، و قمری از مهم‌ترین پرندگان بومی این منطقه هستند.

## تعارضات و تهدیدها
معدن سرب و روی انگوران که بزرگ‌ترین معدن سرب و روی خاورمیانه است و بقایای شهر تاریخی تخت سلیمان در نزدیکی منطقه انگوران قرار دارند. دژ باستانی تخت سلیمان در دوره ساسانیان جایگاهی مشابه تخت جمشید در دوره هخامنشیان داشته، و در حدود ۵۰ کیلومتری انگوران به سمت تکاب واقع شده و یک دریاچه کوچک اما ژرف در کنار آن قرار دارد.